# 宮崎県立清武せいりゅう支援学校
宮崎県立清武せいりゅう支援学校（みやざきけんりつ きよたけせいりゅうしえんがっこう）は宮崎県宮崎市清武町木原にある肢体不自由児のための特別支援学校。
1987年（昭和62年）に宮崎県立延岡養護学校から独立し清武養護学校として開校。2008年（平成20年）4月に現在の校名に変更された。

## 歴史
1959年9月に宮崎市が宮崎県立整肢学園内に宮崎市立国富小学校と宮崎市立赤江中学校の特殊学級として開設。1966年6月には分校に昇格し、1972年4月には管理を宮崎県に移管し宮崎県立延岡養護学校（現・宮崎県立延岡わかあゆ支援学校）整肢学園分校となった。
1987年に宮崎学園都市の福祉ゾーンに移転。このとき清武養護学校として独立した。翌1988年2月には校歌を、3月には校旗を制定し1990年4月にはPTAが発足した。2006年には高等部を設置。2008年4月に宮崎県内の特別支援学校とともに校名を変更し、現在に至る。

## 学部
- 小学部
- 中学部
- 高等部

## 所在地
- 宮崎県宮崎市清武町木原4257-9（宮崎学園都市）